# Босна и Херцеговина (1918—1924)
Покрајина Босна и Херцеговина била је привремена територијална јединица Краљевине Срба, Хрвата и Словенаца, која је постојала од југословенског уједињења 1918. године до 1924. Њено укидање и увођење области као административних подручја предвиђено је Видовданским уставом 1921. године.

## Историја
Ова територија је од 1878. до 1908. под аустроугарском војном управом имала положај кондоминијума који је званично био под суверенитетом султана, односно Османског царства. Након анексије ових области 1908, територија је добила статус аустроугарске колоније. Почетком новембра 1918. године власт у Босни и Херцеговини је преузео Главни одбор Народног вијећа за БиХ и Народна влада БиХ. Покрајина Босна и Херцеговина је у пленуму Народног вијећа Државе Словенаца, Хрвата и Срба у Загребу имала 18 представника. Након уједињења у Краљевство Срба, Хрвата и Словенаца умјесто Народне владе, формирана је Земаљска влада (1919), која је имала мањи број ресора. Касније је умјесто Земаљске владе основана Покрајинска управа (1921), а њена ликвидација је извршена у фебруару 1924. године.

## Демографија
По подацима из 1921. године, становништво покрајине је било подијељено у сљедеће вјерске групе:
- православни (829.360),
- муслимани (588.173),
- римокатолици (444.309),
- израелићани (12.031),
- гркокатолици (9.308),
- евангелисти (6.627),
- други (538),
- без конфесије и непознато (94).

Просечна дужина живота у БиХ 1921. била је најнижа у КСХС, 24,5 године за мушкарце и 24 за жене. Подручје бивше БиХ ће чак и 1940. бити описано као културно најзаосталији крај земље, у коме је неписменост чак расла.

## Окрузи
Окрузи покрајине Босне и Херцеговине били су:
- Бањалучки,
- Бихаћки,
- Мостарски,
- Сарајевски,
- Травнички и
- Тузлански.

## Галерија
- Поздрав Регента и председника босанске владе др. Сршкића на жељезничкој станици (1920)